# IL-2 Sturmovik
IL-2 Sturmovik è un simulatore di volo ambientato nella seconda guerra mondiale, in particolare sul fronte orientale. È stato sviluppato da 1C (Maddox Games) nel 2001, per Microsoft Windows.

## Serie
Il gioco originale mette a disposizione 31 modelli di aerei pilotabili, ai quali se ne sono aggiunti altri, grazie alle espansioni sviluppate dalla 1C. La prima versione del gioco includeva tre campagne statiche, due per la Sovetskie Voenno-vozdušnye sily, le Forze aeree sovietiche, e una per la Luftwaffe. La prima espansione, del 2003, fu IL-2 Sturmovik Forgotten Battles, incentrata sulla guerra di continuazione, seguito, nel 2004  dalla sua espansione Ace Expansion Pack. Sempre nel 2004 esce, Pacific Fighters, che aggiunge la guerra del Pacifico e delle relative forze navali. Questi titoli vennero pubblicati insieme in una Complete Edition, a sua volta dotabile delle espansioni Pe-2, Manchuria e 1946. Con la mappa del Mediterraneo, dell'Africa, della Grecia, dell'Italia, e l'aggiunta di diversi altri italiani e stranieri, l'ultima versione attualmente in uso dalla comunità multiplayer è Il-2 Sturmovik 1946 + HSFX, che racchiude tutto il lavoro del team Dedalus e di diversi altri autori indipendenti. Con oltre 300 aerei pilotabili e mappe e scenari sul globo che consentono al giocatore un'esperienza simulata fedelmente ricostruita dal 1938 al 1960, dalla guerra spagnola, fino alla guerra di Corea. Esistono altre versioni note del titolo, come la PAN per la pattuglia acrobatica italiana virtuale, e la ULTRAPACK.

## Modalità di gioco
Il pilota ha la possibilità di volare e combattere nel corso di singole missioni o di intere campagne, in aree differenti del globo, dal confine sovietico-finlandese alle zone orientali di Unione Sovietica e Cina, al Giappone, alle isole del Pacifico, teatro delle battaglie aeronavali più importanti, e in altri Paesi europei. Le battaglie si svolgono online, tramite il software esterno Hyperlobby che visualizza tutte le partite esistenti nel globo, il pilota virtuale.
L'applicazione è aperta sia all'aggiunta di mappe che all'aggiunta di oggetti, consentendo così, attraverso l'editor di missioni incluso nel gioco, la creazione e condivisione di nuove campagne fornite da utenti esperti e volonterosi. In rete si trovano numerosi siti di utenti, che, giocando online contro altri avversari, hanno costituito stormi di combattimento virtuale.
Il programma ai suoi tempi ebbe molto successo, offrendo un modello di volo estremamente realistico che non si credeva fosse realizzabile all'epoca e dotato di una spiccata AI dei piloti controllati dal computer.
Il principiante, pur se poco aiutato dalle guide che necessitano di notevole impegno nella consultazione e di svariate nozioni già acquisite anticipatamente, può configurare il modello dal facile, più simile ad una modalità arcade, al realistico. In quest'ultimo caso il gioco tiene conto delle condizioni del motore: dalla temperatura dell'acqua a quella delle teste dei cilindri, temperatura e pressione dell'olio, arricchimento miscela benzina, apertura radiatore, stato dei compressori volumetrici, temperatura esterna, pressione atmosferica, sovraccarico, usura eccetera.
Il modello di danneggiamento, non utilizzando il programma alcuna hit bubble, ma simulando il danno in numerosissimi parti del motore e della struttura, tiene conto dalla rottura di un cavetto. di un flap, persino ad un tubino olio di un cilindro, che può arrivare addirittura a sporcare il parabrezza. Nel caso di perdita di parti esterne, diventano visibili gli elementi strutturali, centine e longheroni debitamente ritorti frantumati e bruciacchiati.
L'accelerazione troppo forte può far perdere pezzi, come anche superare certe velocità (diverse ovviamente per ogni modello).
Modello atmosferico: dal sole del Pacifico al freddo di Stalingrado, nebbiolina a fondovalle nel mattino primaverile inclusa. Tutti i tipi di nubi dai cirri ai cumuli con tuoni, fulmini, vento laterale e turbolenze muovono l'aereo stesso scuotendo il campo visivo. Incluso il volo notturno in cacce guidate dai riflettori.
Onde permettere interazioni in un ambiente complesso, il programma simula adeguatamente le comunicazioni fra leader e gregari tramite una griglia di ordini selezionabili e impartibili a vari destinatari.

## Velivoli
Il gioco permette al giocatore l'utilizzo di una grande gamma di velivoli oltre all'eponimo Ilyushin Il-2 Šturmovik, dai biplani in legno fino ai jet sperimentali del dopoguerra, grazie all'espansione "1946".
Italia:
Macchi M.C.200 "saetta" primo caccia monoplano di produzione nazionale interamente in metallo, armato di due breda-safat da 12.7 mm. Offre un'ottima manovrabilità, ma la velocità è appena sufficiente per ingaggiare aerei degli anni '40.
Macchi M.C.202 "folgore" successore del "saetta", dotato di un'ottima manovrabilità, una buona velocità ma di un armamento insufficiente.